# Realizm abstrakcyjny
Realizm abstrakcyjny (fotografia) – pojęcie wywodzące się z amerykańskiej szkoły krajobrazu, powstałe w XIX wieku w Kalifornii. Fotograficy tego nurtu w swojej twórczości poszukiwali światła, nastroju, harmonii, piękna. Z pasji fotografowania krajobrazów, skał, faktur ułożonych w plastyczne kompozycje powstał realizm abstrakcyjny. Twórcami tego nurtu byli: Alfred Stieglitz, Edward Weston, Ansel Adams, Minor White, Paul Caponigro. Współczesnymi fotografami zajmującymi się fotografią krajobrazową są m.in.: Richard Bernabe, Paul Gallagher, Marc Adamus, Nye Simmons, Joseph Rossbach, Ian Plant, Justin Black, Marsel van Oosten. Polskimi fotografami inspirującymi się tym nurtem są m.in. Marian Schmidt, Michał Jeliński.
Bardzo duży wpływ na amerykańską fotografię pejzażu wywarł Alfred Stieglitz, szczególnie jego teoria czystej fotografii, gdzie widzenie staje się decydującym czynnikiem twórczym. Według Stieglitza, fotografowane przedmioty zmieniają swoje znaczenie, odzwierciedlając przeżycia fotografa. Powinny rozbudzić w odbiorcy emocje.
Edward Weston rozwinął to, co Alfred Stieglitz zapoczątkował. Znany z cytatu "Jeżeli coś mnie zainteresowało, zaskoczyło czy pobudziło do pracy, to jest to wystarczający powód, żeby podziękować Bogu i działać! Odważyć się na bycie irracjonalnym! – uwolnić od formy, otworzyć na każdy świeży impuls". W swojej fotografii skupiał się na formie i fakturze fotografowanym przedmiotom, krajobrazom.
Kolejnym znanym amerykańskim fotografem krajobrazowym był Ansel Adams. Uważany za legendę z racji stworzenia systemu strefowego w fotografii polegającego na uzyskaniu ostrego obrazu, o dużej rozpiętości tonalnej.  Technika ta pozwala fotografom na przełożenie światła widzianego na konkretne odcienie na negatywie i papierze, w ten sposób dając im większą kontrolę nad fotografią. Adams posiadał niezwykłą wrażliwość na piękno przyrody. Zasłynął z poruszającej czarno-białej fotografii pejzażu. Sfotografował wszystkie parki narodowe w Ameryce. Zauroczenie Kalifornią spowodowało, że wykonał tam najwięcej zdjęć.
Minor White był twórcą, który propagował "czystą fotografię". Uznawał tylko fotografię ekspresyjną, powstającą intuicyjnie,
z czystego spojrzenia na otaczającą rzeczywistość. Fotografował przyrodę i zwykłe przedmioty, zaburzając ich naturalne wymiary czy poczucie przestrzeni. Na jego twórczość wpływ wywarły koncepcje Alfreda Stieglitza, oraz koncepcje filozoficzno-kulturowe. White wierzył w mistyczne właściwości fotografii i widział w niej środek do odkrywania samego siebie. White chciał, by jego fotografie wypływały ze stanu harmonii, w jakiej się znajdował kiedy wykonywał zdjęcie.
Paul Caponigro był uczniem Minora White'a. Poszukiwał w fotografii transcendencji. W fotografii krajobrazowej celem było wyczucie emocjonalności pejzaży. Bezpośrednie zbliżenie z naturą i sfotografowanie jej było dla Caponigro spotkaniem wieczności w przemijalności. Fotografując przyrodę ważne, było dla artysty, aby wyczuwać siły tworzące te formy. Głównym motywem podczas wykonywania zdjęć było osobiste zjednoczenie wypływające od fotografa. Według niego odbiór obrazu trzeba głęboko doznawać. Nie można zbyt dosłownie i powierzchownie odbierać, to co się widzi na fotografii.

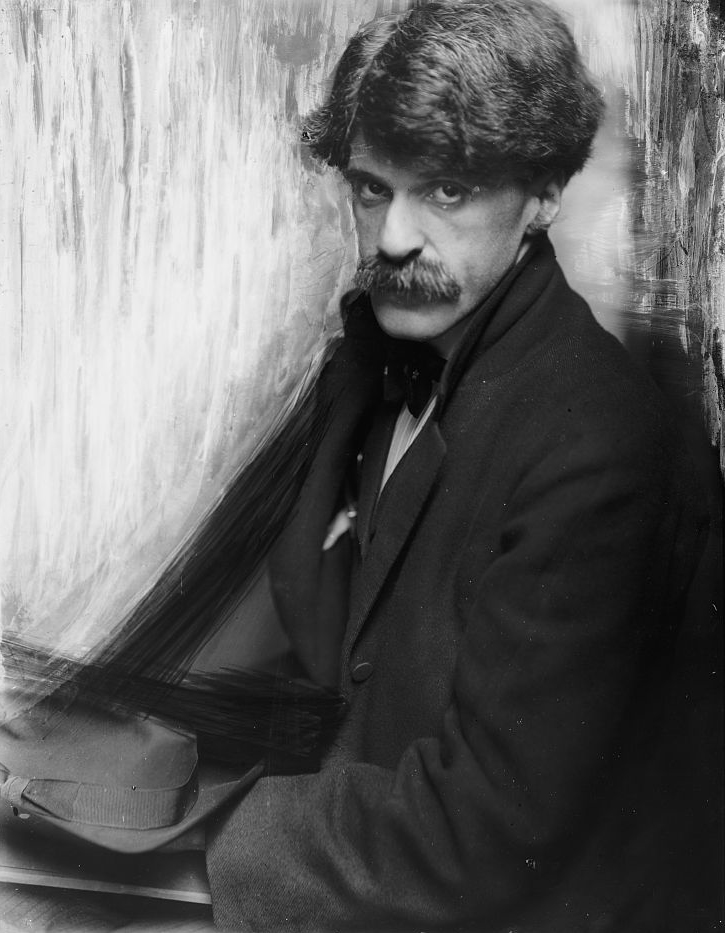
Alfred Stieglitz na zdjęciu Gertrude Käsebier, 1902

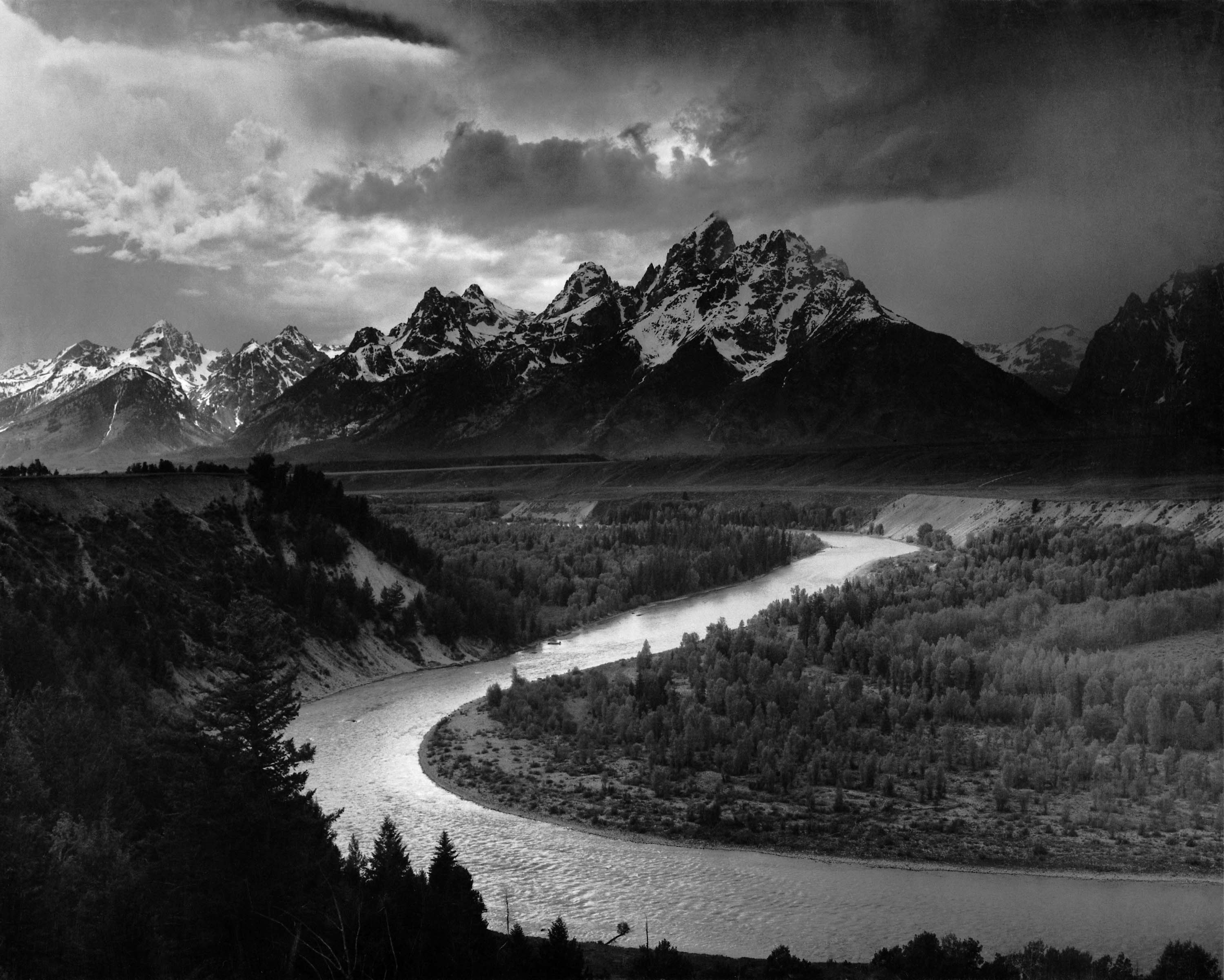
Ansel Adams, The Tetons and the Snake River (Góry Teton i rzeka Snake)

Ansel Adams Evening, McDonald Lake (Wieczór, jezioro McDonald), Park Narodowy Glacier (USA), Montana, 1933 - 1942

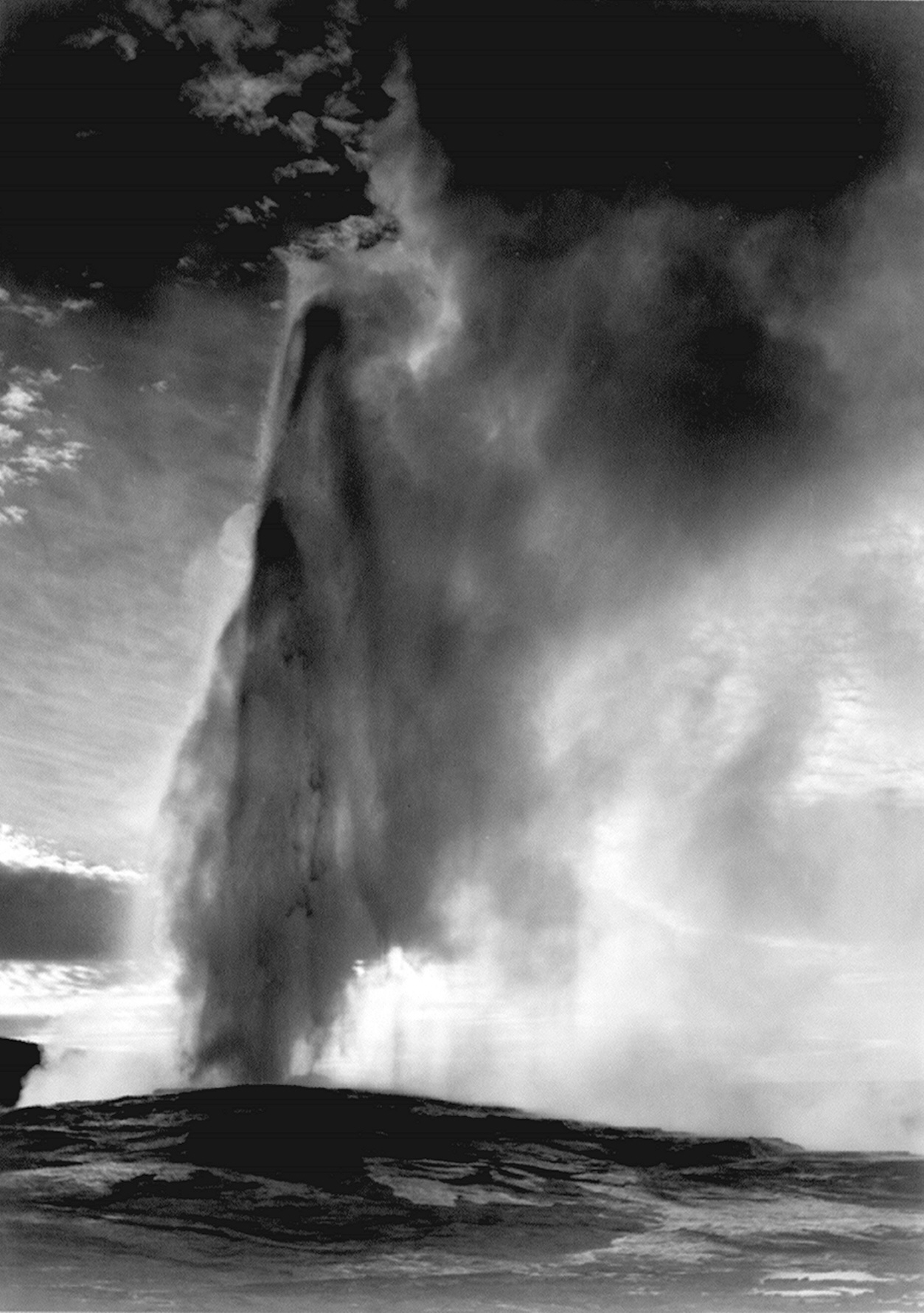
Ansel Adams, Yellowstone

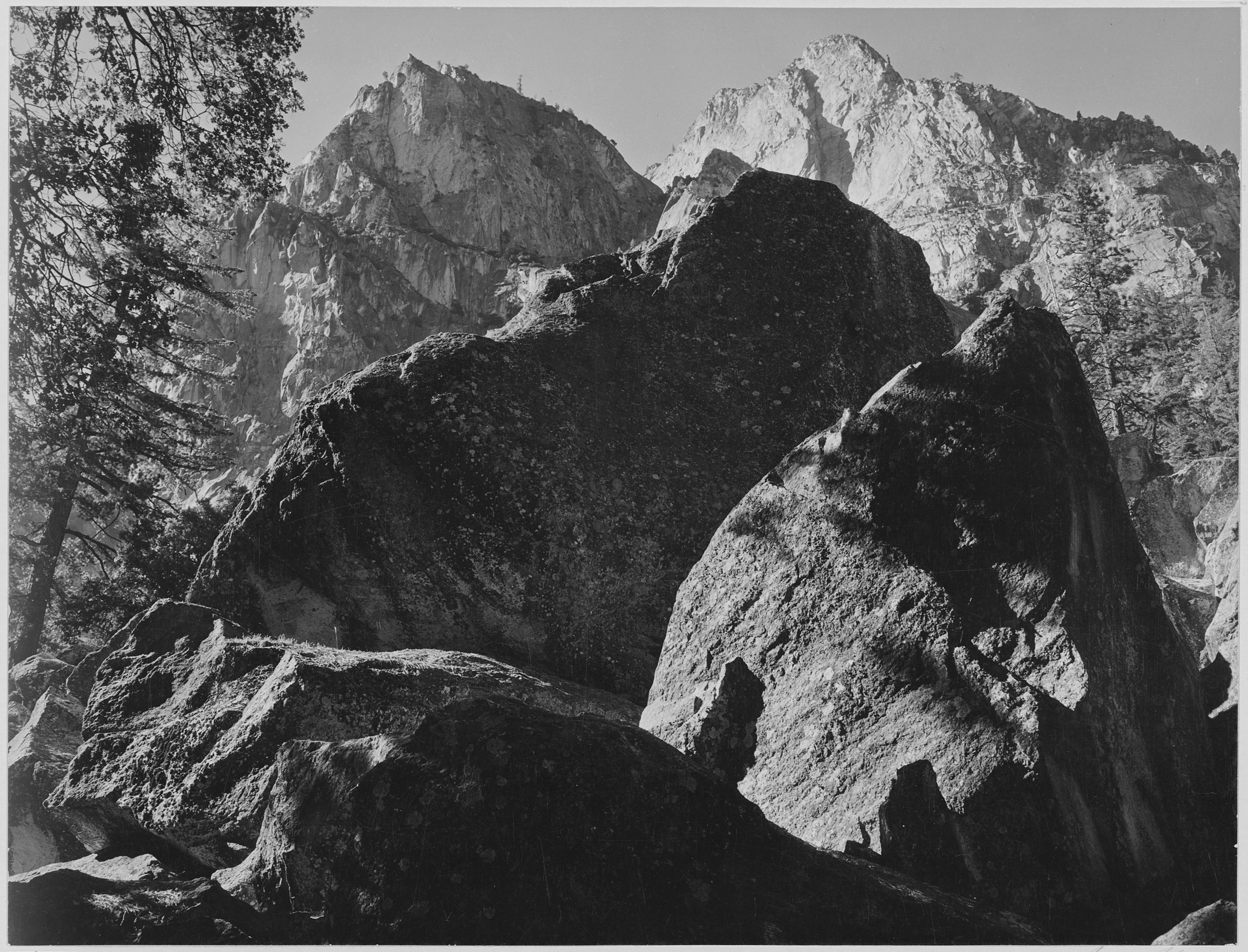
Ansel Adams, Grand Sentinel, Kings River Canyon (Wielki strażnik, kanion Rzeki Królewskiej), Kalifornia, 1936

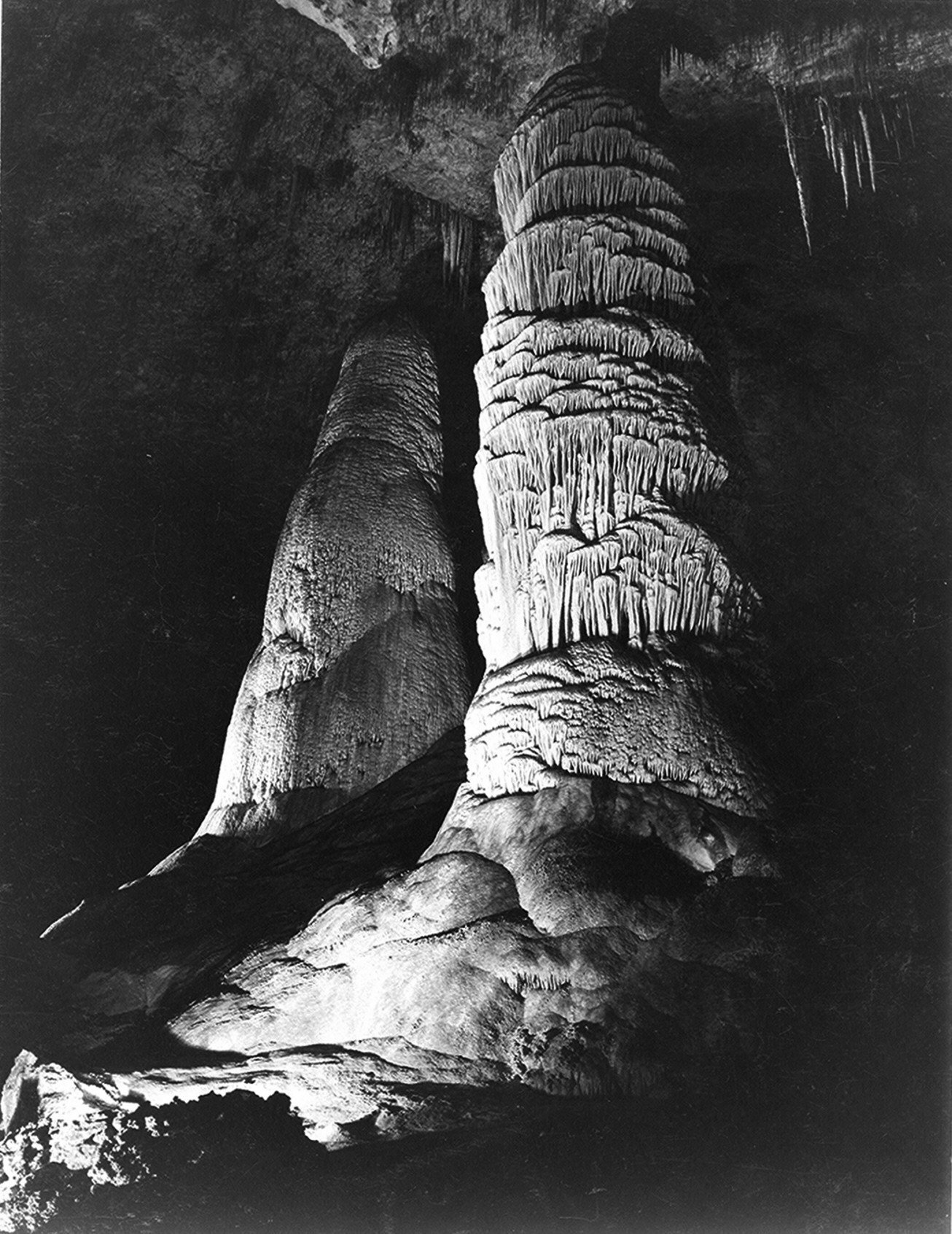
Ansel Adams, The Giant Dome (Wielka kopuła), największy dotąd odkryty stalagmit – wiek: ok. 60 mln lat, 16 m średnicy, miejsce: Sala Olbrzymów, Pokój Wielki (Hall Giants, Big Room), Carlsbad Caverns, 1942

;